# Ero furcata
Ero furcata és un gènere d'aranyes araneomorfes de la família dels mimètids (Mimetidae). Fou descrit per primera vegada l'any 1789 per Charles Joseph Devillers.
Té una distribució per la zona paleàrtica. Els mascles fan de 2,5 a 3 mm i les femelles de 3,5 a 4,8 mm.